# Casa Matthew Lynch
La Casa Matthew Lynch es una casa histórica en 120 Robinson Street en la ciudad de Providence, la capital del estado de Rhode Island (Estados Unidos). 

## Descripción
La casa es una modesta estructura de un piso y medio de madera con techo abuhardillado de  pisos, apoyada sobre una base de ladrillo. Probablemente se construyó a fines del siglo XVIII como una casa de campo en la orilla oeste del río Providence en lo que entonces era un área agrícola (y ahora es el centro de Providence), alrededor de donde ahora se encuentra la Iglesia de la Gracia, en Matthewson Street. Se trasladó alrededor de 1865 al área de South Providence conocida como "Dogtown", un área de inmigrantes irlandeses y mataderos.
La casa Lynch fue una de varias casas más antiguas que se trasladaron a Dogtown en ese momento. La familia Lynch la ocupó desde 1863 hasta 1937; la casa cambió de manos varias veces y cayó en el abandono. Fue rehabilitada en la década de 1970.
La casa fue incluida en el Registro Nacional de Lugares Históricos en 1978.